# Eishockey-Bundesliga 1984/85
Die Saison 1984/85 der Eishockey-Bundesliga war die 27. Spielzeit der höchsten deutschen Eishockeyliga. Deutscher Meister wurde der SB Rosenheim, der nicht nur die Doppelrunde gewann, sondern auch aus allen Play-off-Spielen als Sieger hervorging. Der zehnfache Titelträger SC Riessersee schaffte es zum zweiten Mal in Folge, in der Relegation den Klassenerhalt zu sichern, während Neuling EHC Essen-West nach einjähriger Bundesligazugehörigkeit wieder absteigen musste. Den Platz der Essener nahm der SV Bayreuth ein, der zum ersten Mal in seiner Vereinsgeschichte in die höchste Spielklasse aufsteigen konnte.

## Voraussetzungen

### Teilnehmer
Folgende zehn Vereine nehmen an der Eishockey-Bundesliga 1984/85 teil (alphabetische Sortierung mit Vorjahresplatzierung):
| Klub             | Standort               | Vorjahr    | Play-offs                   |
| ---------------- | ---------------------- | ---------- | --------------------------- |
| Düsseldorfer EG  | Düsseldorf             | 8.         | Platzierungsspiele 7. Platz |
| EHC Essen-West   | Essen                  | Aufsteiger | –                           |
| ECD Iserlohn     | Iserlohn               | 9.         | Relegation 1. Platz         |
| ESV Kaufbeuren   | Kaufbeuren             | 6.         | Halbfinale 4. Platz         |
| Kölner EC        | Köln                   | 2.         | Deutscher Meister           |
| EV Landshut      | Landshut               | 4.         | Finale                      |
| Mannheimer ERC   | Mannheim               | 1.         | Halbfinale 3. Platz         |
| SC Riessersee    | Garmisch-Partenkirchen | 10.        | Relegation 2. Platz         |
| SB Rosenheim     | Rosenheim              | 3.         | Platzierungsspiele 5. Platz |
| Schwenninger ERC | Schwenningen           | 5.         | Platzierungsspiele 8. Platz |

### Modus
Wie zwei Jahre zuvor wurde die Endrunde wieder im klassischen Play-off-Modus ausgetragen. Anstelle der Gruppenphase wie in der Vorsaison wurde wieder ein Viertelfinale ausgetragen, das allerdings erstmals nach dem Modus „Best-of-Five“ durchgeführt wurde. Auf Platzierungsspiele um die Plätze 5 bis 8 verzichtete man angesichts mangelnder Zuschauerresonanz in den Vorjahren gänzlich, entscheidend für die Endplatzierung war nun die Rangfolge in der Doppelrunde. Die Relegationsrunde wurde deutlich aufgestockt; die beiden Letztplatzierten der Bundesliga trafen hier auf die besten acht Mannschaften der 2. Bundesliga.

### Transfers
Rosenheim verstärkte sich mit Franz Reindl aus Riessersee. In Düsseldorf verpflichtete das Management Chris Valentine, der in den vergangenen drei Jahren bei den Washington Capitals in der National Hockey League (NHL) gespielt hatte, außerdem holte man Jörg Hiemer aus Freiburg sowie Mike Schmidt und Miroslav Nentvich aus Mannheim. Da Mannheim auch seine beiden Kontingentspieler Bill Lochead (Chur) und Doug Berry (Genf) abgegeben hatte, wurden mit dem Iserlohner Paul Messier und Ross Yates von den Binghamton Whalers zwei Hochkaräter für den Angriff geholt. Dazu kam aus Landshut Verteidiger Thomas Gandorfer. Aufsteiger Essen holte Dave Hatheway aus Schwenningen, musste aber mit Bruce Hardy und Earl Spry zwei seiner Aufstiegshelden nach Iserlohn abgeben. Auch Klaus Auhuber aus Landshut, Peter Gailer aus Köln und Vítězslav Ďuriš von den Toronto Maple Leafs kamen nach Iserlohn. In Riessersee verstärkte man sich mit den Tschechoslowaken Libor Havlíček, dem Deutsch-Kanadier Ron Fischer, der in der NHL sporadisch bei den Buffalo Sabres eingesetzt wurde, Nationalspieler Martin Hinterstocker aus Iserlohn und Ralph Krueger aus Schwenningen. Die beiden Polen Justyn Denisiuk und Bogusław Maj, die nach ihrer Flucht die vorherige Saison pausieren mussten, heuerten in Köln an, wo man auch den jungen Verteidiger Robert Sterflinger aus Riessersee geholt hatte. Dort benötigte man Ersatz für Uli Hiemer, der in die NHL gewechselt war.

## Vorrunde

### Abschlusstabelle
|     | Klub               | Sp | S  | U | N  | Tore    | Punkte |
| --- | ------------------ | -- | -- | - | -- | ------- | ------ |
| 1.  | SB Rosenheim       | 36 | 23 | 7 | 6  | 211:109 | 53:19  |
| 2.  | Kölner EC (M)      | 36 | 23 | 5 | 8  | 194: 99 | 51:21  |
| 3.  | Mannheimer ERC     | 36 | 22 | 2 | 12 | 199:126 | 46:26  |
| 4.  | EV Landshut        | 36 | 18 | 5 | 13 | 165:137 | 41:31  |
| 5.  | ESV Kaufbeuren     | 36 | 18 | 3 | 15 | 164:173 | 39:33  |
| 6.  | Schwenninger ERC   | 36 | 17 | 3 | 16 | 124:133 | 37:35  |
| 7.  | Düsseldorfer EG    | 36 | 16 | 5 | 15 | 159:142 | 37:35  |
| 8.  | ECD Iserlohn       | 36 | 12 | 4 | 20 | 133:168 | 28:44  |
| 9.  | SC Riessersee      | 36 | 8  | 4 | 24 | 107:200 | 20:52  |
| 10. | EHC Essen-West (N) | 36 | 3  | 2 | 31 | 97:266  | 8:64   |

Abkürzungen: Sp = Spiele, S = Siege, U = Unentschieden, N = Niederlagen, (N) = Neuling, (M) = Titelverteidiger

Erläuterungen:       = Play-offs,       = Relegationsrunde.

### Beste Scorer
| Spieler             | Mannschaft      | Spiele | Tore | Assists | Punkte |
| ------------------- | --------------- | ------ | ---- | ------- | ------ |
| Chris Valentine     | Düsseldorfer EG | 36     | 37   | 42      | 79     |
| Ernst Höfner        | SB Rosenheim    | 36     | 23   | 51      | 74     |
| Ross Yates          | Mannheimer ERC  | 35     | 31   | 39      | 70     |
| Erich Kühnhackl     | EV Landshut     | 36     | 30   | 39      | 69     |
| Manfred Wolf        | Mannheimer ERC  | 36     | 31   | 35      | 66     |
| Franz Reindl        | SB Rosenheim    | 36     | 28   | 38      | 66     |
| Paul Messier        | Mannheimer ERC  | 36     | 33   | 31      | 64     |
| Peter John Lee      | Düsseldorfer EG | 36     | 29   | 34      | 63     |
| Horst Heckelsmüller | ESV Kaufbeuren  | 36     | 26   | 36      | 62     |
| Vladimír Martinec   | ESV Kaufbeuren  | 36     | 25   | 33      | 58     |
| Marcus Kuhl         | Düsseldorfer EG | 36     | 24   | 34      | 58     |

Martinec ESVK 58
Kuhl KEC 58

### Beste Verteidiger
| Spieler      | Mannschaft     | Spiele | Tore | Assists | Punkte |
| ------------ | -------------- | ------ | ---- | ------- | ------ |
| Harold Kreis | Mannheimer ERC | 36     | 5    | 36      | 41     |
| Udo Kießling | Kölner EC      | 36     | 14   | 26      | 40     |
| Doug Hicks   | Kölner EC      | 36     | 10   | 26      | 36     |

## Relegationsrunde
Die Relegationsrunde wurde in einer Einfachrunde ausgespielt, sodass jede Mannschaft jeweils ein Heim- und ein Auswärtsspiel gegen die übrigen Vereine bestritt.

### Abschlusstabelle
|     | Klub                | Sp | S  | U | N  | Tore   | Punkte |
| --- | ------------------- | -- | -- | - | -- | ------ | ------ |
| 1.  | SC Riessersee       | 18 | 12 | 4 | 2  | 98:63  | 28:8   |
| 2.  | SV Bayreuth         | 18 | 11 | 5 | 2  | 98:61  | 27:9   |
| 3.  | BSC Preussen        | 18 | 10 | 4 | 4  | 86:56  | 24:12  |
| 4.  | EHC Essen-West      | 18 | 9  | 2 | 7  | 96:71  | 20:16  |
| 5.  | Krefelder EV        | 18 | 8  | 2 | 8  | 95:85  | 18:18  |
| 6.  | Duisburger SC       | 18 | 7  | 4 | 7  | 72:89  | 18:18  |
| 7.  | Eintracht Frankfurt | 18 | 9  | 0 | 9  | 68:90  | 18:18  |
| 8.  | Augsburger EV       | 18 | 6  | 1 | 11 | 74:73  | 13:23  |
| 9.  | EV Füssen           | 18 | 3  | 2 | 13 | 81:115 | 8:28   |
| 10. | EC Bad Tölz         | 18 | 2  | 2 | 14 | 47:112 | 6:30   |

Abkürzungen: Sp = Spiele, S = Siege, U = Unentschieden, N = Niederlagen

Erläuterungen:       = im nächsten Jahr Bundesliga,       = im nächsten Jahr 2. Bundesliga.

### Beste Scorer
| Spieler        | Mannschaft    | Tore | Assists | Punkte |
| -------------- | ------------- | ---- | ------- | ------ |
| Kenneth Brown  | Krefelder EV  | 22   | 24      | 46     |
| Mike Lay       | SV Bayreuth   | 27   | 18      | 45     |
| Jali Wahlsten  | EV Füssen     | 24   | 20      | 44     |
| Ralph Krueger  | SC Riessersee | 25   | 14      | 39     |
| Rick Hindmarch | BSC Preussen  | 13   | 25      | 38     |

## Play-offs
Alle Play-off-Runden, mit Ausnahme des Spiels um Platz 3, wurden im Modus „Best-of-Five“ ausgespielt.

### Viertelfinale
|                |   |                  | Serie | 1   | 2   | 3         | 4   | 5 |
| -------------- | - | ---------------- | ----- | --- | --- | --------- | --- | - |
| SB Rosenheim   | – | ECD Iserlohn     | 3:0   | 6:2 | 6:2 | 10:5      | –   | – |
| Kölner EC      | – | Düsseldorfer EG  | 3:1   | 3:1 | 0:2 | 5:4 n. V. | 4:0 | – |
| EV Landshut    | – | ESV Kaufbeuren   | 1:3   | 4:3 | 1:4 | 5:8       | 2:4 | – |
| Mannheimer ERC | – | Schwenninger ERC | 3:0   | 9:1 | 3:2 | 3:2       | –   | – |

### Halbfinale
|              |   |                | Serie | 1   | 2   | 3   | 4 | 5 |
| ------------ | - | -------------- | ----- | --- | --- | --- | - | - |
| SB Rosenheim | – | ESV Kaufbeuren | 3:0   | 8:1 | 3:2 | 4:1 | – | – |
| Kölner EC    | – | Mannheimer ERC | 0:3   | 3:4 | 3:5 | 3:7 | – | – |

### Serie um Platz 3
|                            | Serie | 1   | 2    |
| -------------------------- | ----- | --- | ---- |
| ESV Kaufbeuren – Kölner EC | 0:2   | 2:4 | 2:10 |

### Finale
|              |   |                | Serie | 1   | 2   | 3         | 4 | 5 |
| ------------ | - | -------------- | ----- | --- | --- | --------- | - | - |
| SB Rosenheim | – | Mannheimer ERC | 3:0   | 4:3 | 7:2 | 2:1 n. V. | – | – |

### Beste Scorer
| Spieler      | Mannschaft     | Spiele | Tore | Assists | Punkte |
| ------------ | -------------- | ------ | ---- | ------- | ------ |
| Ross Yates   | Mannheimer ERC | 9      | 9    | 8       | 17     |
| Ernst Höfner | SB Rosenheim   | 9      | 10   | 5       | 15     |
| Marcus Kuhl  | Kölner EC      | 9      | 6    | 9       | 15     |

## Kader des Deutschen Meisters
| Deutscher Meister SB Rosenheim | Torhüter: Karl Friesen, Karl Huber Verteidiger: Rainer Blum, Peter Scharf, Anton Maidl, Roman Rybin, Sepp Klaus, Jamie Masters, Horst-Peter Kretschmer Angreifer: Raimond Hilger, Franz Reindl, Ernst Höfner, Ralf Schlosser, Robin Laycock, Manfred Ahne, Jochen Mörz, Markus Berwanger, Axel Kammerer, Georg Franz, Franz-Xaver Ibelherr, Michael Betz Cheftrainer: Dr. Pavel Wohl |